# Lingua dahlik
La lingua dahlik ([haka (na)] dahālík, "[lingua del] popolo Dahlak"; anche denominato Dahaalik, Dahalik, Dahlac) è una lingua parlata esclusivamente in Eritrea, sulle tre isole dell'arcipelago delle Dahlak: Dahlak Kebir, Nora e Dehil. Solo dal 1996 alcuni linguisti si sono accorti della caratteristiche di questo linguaggio, che era sempre stato considerato un dialetto del tigrino, ed hanno proposto di considerarlo una lingua a sé stante. Attualmente viene parlato da circa 2500–3000 locutori.
Appartiene alla famiglia linguistica afro-asiatica, ramo delle Lingue semitiche, gruppo etiopico settentrionale, ed è molto vicino alle lingue tigrè e tigrina, anche se le tre lingue non sono mutuamente intelligibili, ma, secondo Simeone-Senelle, ci sono sufficienti differenze da poter dire che il Dahlik sia una lingua separata dalle altre due.
Nel febbraio 2012 è stata fatta richiesta di assegnazione di un codice linguistico ISO 639-3; il codice proposto è dlk.
Ethnologue, fino alla 16ª edizione non considerava il Dahlik come lingua e quindi nella loro classificazione non ve ne era traccia.